# Fattepur, Ranibennur
Fattepur là một làng thuộc tehsil Ranibennur, huyện Haveri, bang Karnataka, Ấn Độ.